# アスパラギン酸ラセマーゼ
アスパラギン酸ラセマーゼ(Aspartate racemase、EC 5.1.1.13)は、以下の化学反応を触媒する酵素である。
L-アスパラギン酸 {\displaystyle \rightleftharpoons } D-アスパラギン酸
従って、この酵素の基質はL-アスパラギン酸のみ、生成物はD-アスパラギン酸のみである。
この酵素は、異性化酵素、特にアミノ酸やその誘導体に作用するラセマーゼやエピメラーゼに分類される。McyFとも呼ばれる。この酵素は、アラニン及びアスパラギン酸の代謝に関与する。

## 構造
2007年末時点で、3つの構造が解かれている。蛋白質構造データバンクのコードは、1IU9、1JFL及び2DX7である。